# Claudine Barretto
Claudine Margaret Barretto y Castelo de Santiago (20 de julio de 1979, Manila), popularmente conocida como Claudine Barretto, es una popular actriz de cine y televisión filipina. Sus hermanas son las actrices Gretchen Barretto y Marjorie Barretto. Es sobrina de los cantantes, músicos y actores, Antonio Morales y Miguel Morales Barretto, además es prima de las artistas españolas, la cantante Shaila Dúrcal y Carmen Morales. Su tía fue la actriz y cantante Rocío Dúrcal, esposa ya fallecida de su tío (primo de su padre) Antonio. Ella se casó con el actor Raymart Santiago en marzo de 2007 en Tagaytay, Cavite. Además tiene dos hijos, Rodrigo Santino, nacido en julio de 2007 y una hija adoptiva llamada Sabina. Ambos de su familia se convirtieron a la religión cristiana evangélica.

## Filmografía
| Año  | Película                           | Personaje                 | Notas y premios |
| ---- | ---------------------------------- | ------------------------- | --- |
| 1992 | Taong Gubat                        |                           | |
| 1992 | Sige, Ihataw Mo                    |                           | |
| 1993 | Pulis Patola                       |                           | |
| 1993 | Home Along da Riles da Movie       | Bing Kosme                | |
| 1994 | Muntik na Kitang Minahal           | Marianne                  | |
| 1994 | May Minamahal                      | Pinky                     | |
| 1994 | Lagalag: The Eddie Fernandez Story | Pops Fernandez            | |
| 1995 | Oki Doki Doc                       | Toni                      | |
| 1996 | Radio Romance                      | Marianne Cordero          | |
| 1996 | Pare Ko                            | Nadine                    | |
| 1996 | May Nagmamahal Sa'yo               |                           | |
| 1996 | Mangarap Ka                        | Jenny                     | |
| 1996 | Madrasta                           | Rachel                    | |
| 1997 | Home Along da Riles 2              | Bing Kosme                | |
| 1997 | Calvento Files: The Movie          | Valerie                   | "Balintuwad" |
| 1997 | Flames: The Movie                  | Karina                    | "Pangako" |
| 1998 | Dahil Mahal na Mahal Kita          | Carmela "Mela" Ocampo     | |
| 1999 | Soltera                            | Lisa                      | Nominated—FAP Award for Best Supporting Actress |
| 1999 | Mula Sa Puso                       | Olivia "Via" Pereira      | |
| 2000 | Anak                               | Carla                     | Submitted—Academy Awards entry for Best Foreign Language Film |
| 2001 | Oops! Teka Lang... Diskarte Ko 'To | Marian                    | |
| 2002 | Got 2 Believe                      | Antonia "Toni" Villacosta | |
| 2002 | Kailangan Kita                     | Lena Duran                | FAP Luna Award for Best Actress GMMSF Box-Office Entertainment Award for Box-Office Queen Nominated—FAMAS Award for Best Actress Nominated—FAP Award for Best Actress Nominated—Gawad Urian Award for Best Actress Nominated—PMPC Star Award for Movies for Movie Actress of the Year |
| 2004 | Milan                              | Jenny                     | FAMAS Award for Best Actress FAP Award for Best Actress GMMSF Box-Office Entertainment Award for Box-Office Queen Nominated—Gawad Urian Award for Best Actress Nominated—PMPC Star Award for Movies for Movie Actress of the Year                                                     |
| 2005 | Nasaan Ka Man                      | Pilar                     | FAMAS Award for Best Actress Gawad Pasado Award for Best Actress Maria Clara Award for Best Actress PMPC Star Award for Movies for Movie Actress of the Year Nominated—FAP Luna Award for Best Actress Nominated—Gawad Urian Award for Best Actress                                   |
| 2005 | Dubai                              | Faye                      | Maria Clara Award for Best Actress Nominated—ENPRESS Golden Screen Award for Best Supporting Actress Nominated—FAP Luna Award for Best Actress |
| 2006 | Sukob                              | Diana                     | #3 Highest-grossing Filipino film of all time GMMSF Box-Office Entertainment Award for Box-Office Queen (shared with Kris Aquino) Nominated—FAMAS Award for Best Actress Nominated—Gawad Pasado Award for Best Actress                                                                |
| 2010 | In Your Eyes                       | Ciara                     | |

| Año  | Título                                           | Rol                                       | Notas                      |
| ---- | ------------------------------------------------ | ----------------------------------------- | -------------------------- |
| 1992 | Ang TV                                           | Herself                                   | 1992—1996                  |
| 1992 | Home Along Da Riles                              | Bing Kosme                                | Recurring role (1992—2003) |
| 1993 | Oki Doki Doc                                     | Tony                                      | Recurring role (1993—2000) |
| 1996 | Gimik                                            | Chloe Celine Marquez                      | Recurring role (1996—1999) |
| 1996 | Star Drama Presents                              |                                           | Episode "Kasunduan"        |
| 1997 | Mula Sa Puso                                     | Olivia "Via" Pereira / Ella Peralta       | Main role (1997—1999)      |
| 1999 | Saan Ka Man Naroroon                             | Rosario, Rosenda, Rosemarie               | Main role (1999—2001)      |
| 2001 | Sa Dulo Ng Walang Hanggan                        | Angeline Montenegro-Crisostomo / Angelina | Main role (2001—2003)      |
| 2003 | ASAP                                             | Herself                                   | Host                       |
| 2003 | Buttercup                                        | Meg                                       | Main role (2003—2004)      |
| 2003 | Dolphy: A Diamond Life                           | Herself                                   | TV documentary             |
| 2004 | Marina                                           | Marina Aguas / Cristina Sto. Domingo      | Main role                  |
| 2005 | Ikaw ang Lahat sa Akin                           | Nea Fontanilla                            | Main role                  |
| 2006 | Komiks                                           | Herself                                   | Episode "Bampy"            |
| 2006 | You Are the One: The Claudine-Raymart Love Story | Herself                                   | TV documentary             |
| 2006 | Star Magic Presents                              | Gwen                                      | Episode "Family Pictures"  |
| 2007 | Walang Kapalit                                   | Melanie Santillian/Borromeo               | Main role                  |
| 2008 | Sineserye Presents: Maligno                      | Angela Cortez                             | Main role                  |
| 2008 | Iisa Pa Lamang                                   | Catherine Ramírez / Cate Dela Rhea        | Main role                  |
| 2009 | May Bukas Pa                                     | Julia                                     | Chapter four "Memories"    |
| 2009 | Vilma: A Woman For All Seasons                   | Herself                                   | TV documentary (Host)      |
| 2010 | Claudine                                         | (various)                                 | Main role                  |
| 2010 | Showbiz Central                                  | Herself                                   | Host                       |
| 2010 | Bantatay                                         | Sheila                                    | Guest Role                 |
| 2010 | Jillian: Namamasko Po                            | Lynette Rivera                            | Main role                  |